# Nkoranza

Nkoranza är en ort i centrala Ghana. Den är huvudort för distriktet Nkoranza South, och folkmängden uppgick till 28 441 invånare vid folkräkningen 2010.